# Zúñiga (Navarra)
Zúñiga (baszkul: Zuñiga) település Spanyolországban, Navarra autonóm közösségben. Zúñiga Lana, Mendaza, Nazar és Campezo-Kanpezu községekkel határos. Lakosainak száma 82 fő (2024).

## Népesség
A település népessége az elmúlt években az alábbi módon változott:
| Lakosok száma | 111  | 183  | 157  | 127  | 108  | 104  | 108  | 109  | 74   | 82   |
|               | 2001 | 2004 | 2007 | 2009 | 2012 | 2014 | 2017 | 2019 | 2022 | 2024 |